# Sauvagesia roraimensis
Sauvagesia roraimensis är en tvåhjärtbladig växtart som beskrevs av Ernst Heinrich Georg Ule. Sauvagesia roraimensis ingår i släktet Sauvagesia och familjen Ochnaceae. Inga underarter finns listade i Catalogue of Life.